# Rue d'Argenteuil
 (avril 2012).
Si vous disposez d'ouvrages ou d'articles de référence ou si vous connaissez des sites web de qualité traitant du thème abordé ici, merci de compléter l'article en donnant les références utiles à sa vérifiabilité et en les liant à la section « Notes et références ».
La rue d'Argenteuil est une voie du 1er arrondissement de Paris, en France.

## Situation et accès

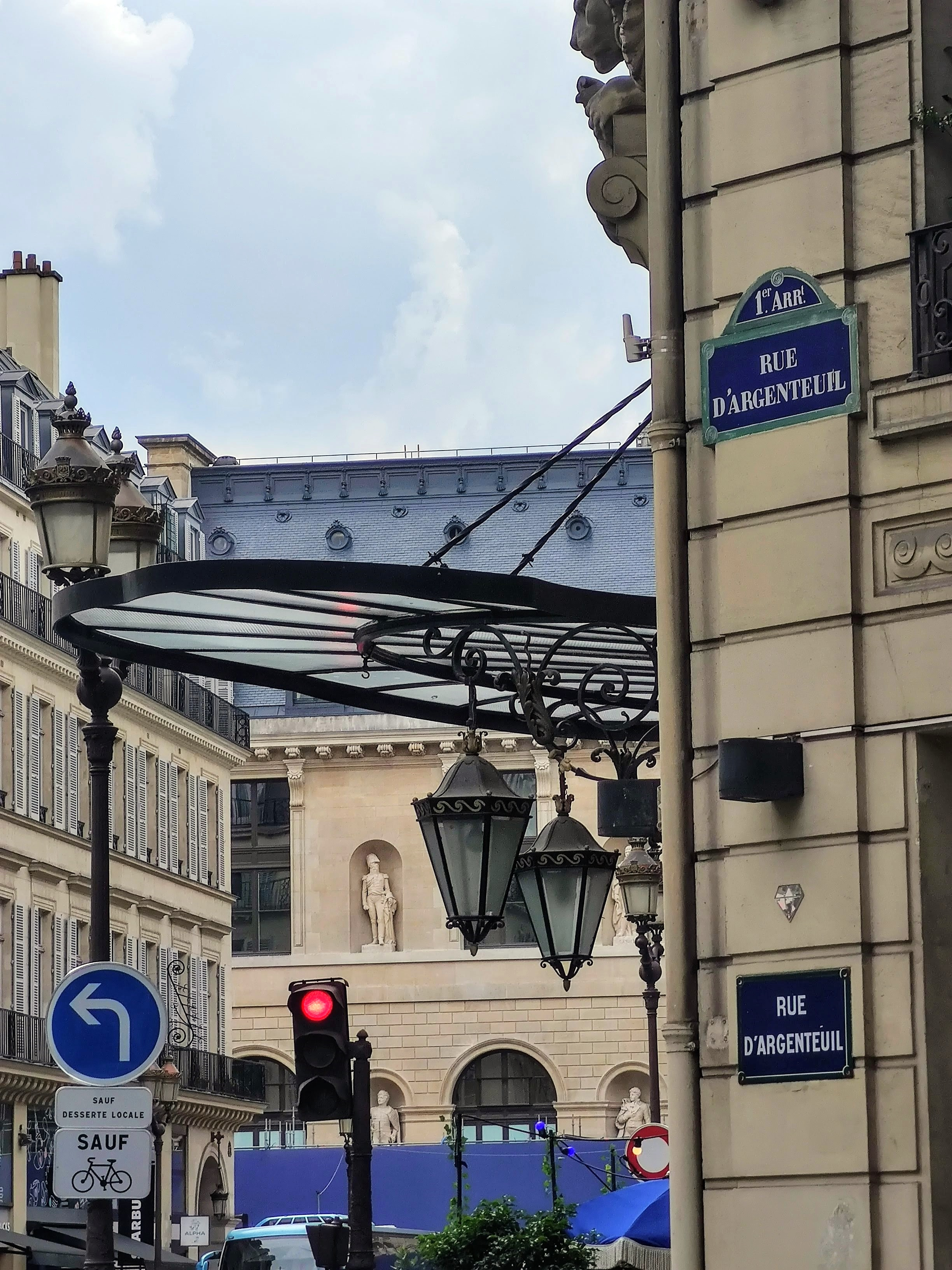
Plaques.

## Origine du nom
Elle est édifiée sur une partie de l'ancien chemin qui conduisait à Argenteuil.

## Historique
Ce chemin menant à Argenteuil se trouvait à droite en sortant de l'ancienne porte Saint-Honoré qui existait encore vers l'année 1500.
Un acte du 12 mars 1564 désigne cet emplacement sous le nom de « haute voirie Saincte-Honoré ».
Elle est citée sous le nom de « rue d'Argenteuil », dans un manuscrit de 1636.
Entre cette voie publique et celles des Moineaux et des Orties, on voyait au XVIIe siècle un marché aux chevaux, situé sur la butte Saint-Roch, qui resta en cet endroit jusqu'en 1667.
Les 7 premières maisons de la rue (dont celle où Corneille finit sa vie) furent supprimées lors du percement de l'avenue de l'Opéra en 1877.

## Bâtiments et lieux remarquables
- C'est dans cette rue de la paroisse Saint-Roch que mourut le dramaturge Pierre Corneille le 1er octobre 1684[2].
- Au numéro 181, le 20 floréal de l'an 7 (jeudi 9 mai 1799), mourut Claude Balbastre, organiste de la Chapelle royale, de Saint-Roch et de la cathédrale Notre-Dame de Paris, qui contribua à sauver les meilleures orgues de la capitale.
- Au numéro 23, le futur peintre Auguste Renoir y a vécu avec sa famille et ses parents à partir de 1855.

## Pour approfondir